# Xylotrupes gideon
Xylotrupes gideon är en skalbaggsart som beskrevs av Carl von Linné 1767. Xylotrupes gideon ingår i släktet Xylotrupes och familjen Dynastidae.

## Underarter
Arten delas in i följande underarter:
- X. g. sondaicus
- X. g. sawuensis
- X. g. lakorensis
- X. g. borneensis

## Bildgalleri

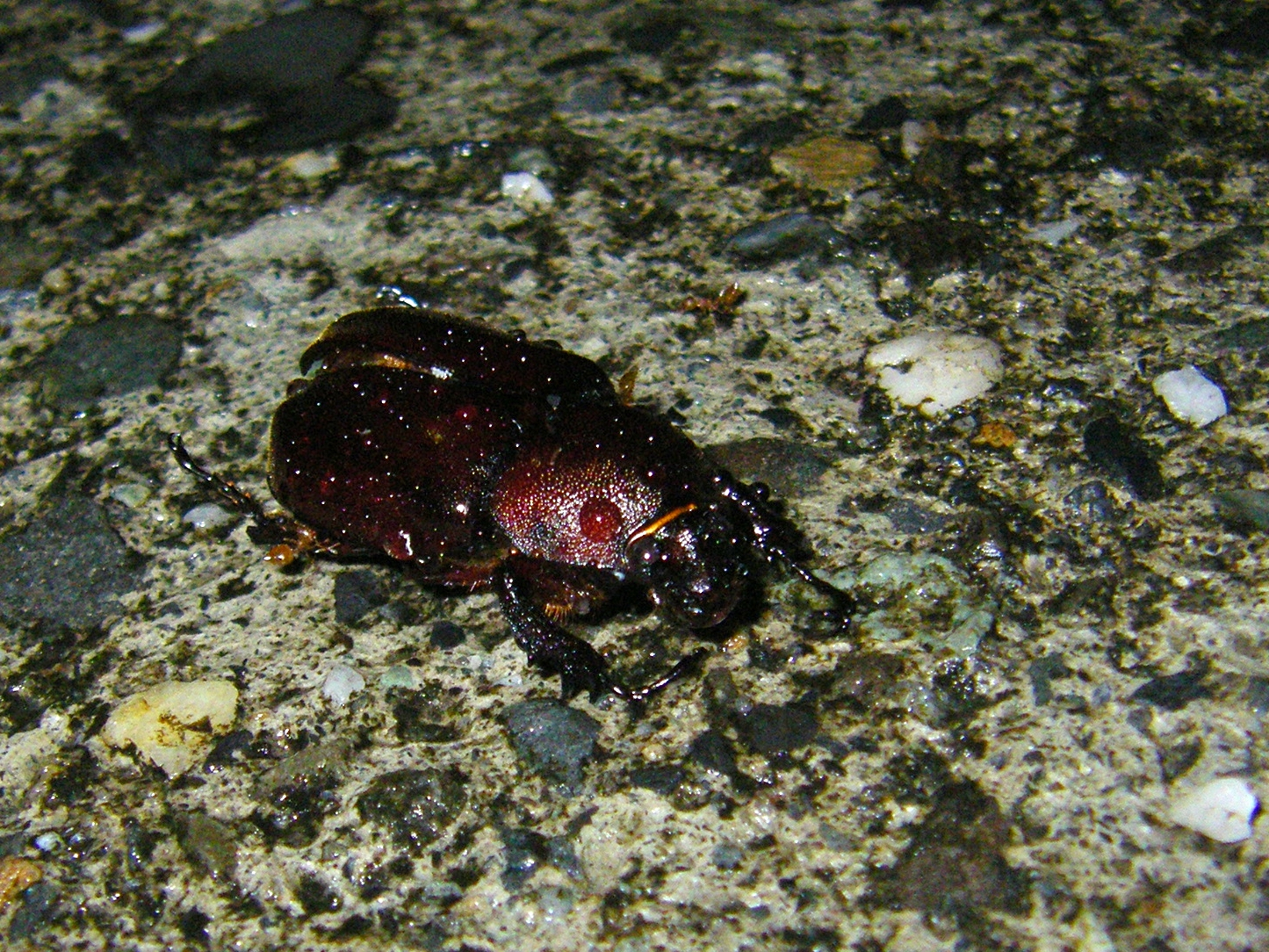